# Ноемберянский район
Ноемберянский район — административно-территориальная единица в составе Армянской ССР и Армении, существовавшая в 1937—1995 годах. Центр — Ноемберян.

## История
Ноемберянский район был образован в 1937 году. 
В 1953 году район был упразднён, но во второй половине 1950-х восстановлен.
Упразднён в 1995 году при переходе Армении на новое административно-территориальное деление, став частью Тавушской области.

## География
На 1 января 1948 года территория района составляла 538 км². 

## Административное деление
По состоянию на 1948 год район включал 1 рабочий посёлок (Ламбалу) и 11 сельсоветов: Арчисский, Баганисский, Верин-Кёрпилинский, Воскепарский, Достлинский, Калачинский, Котигехский, Кохбский, Кошкотанский, Ламбалинский, Ноемберянский.